# Elisabeta Lipă
Elisabeta Lipă-Oleniuc, född 26 oktober 1964 i Siret i Suceava i Rumänien, är en rumänsk politiker och före detta tävlingsroddare. Mellan november 2015 och januari 2017 var hon ungdoms- och idrottsminister i den rumänska regeringen. Lipă vann under idrottskarriären åtta olympiska medaljer, fler än någon annan roddare.

## Idrottskarriär
Elisabeta Lipă började tävla i rodd 1980 och 1981 tog hon en bronsmedalj i fyrsculler vid juniorvärldsmästerskapen i Sofia. Hon gjorde sin olympiska debut som nittonåring vid olympiska sommarspelen 1984 i Los Angeles där hon tog guld i dubbelsculler tillsammans med Mariora Popescu. I denna gren tog hon silvermedaljer också i olympiska sommarspelen 1988 och 1992. 1992 vann Lipă också en guldmedalj i singelsculler.
Lipa tävlade vid olympiska sommarspelen 1996 i Atlanta, där misslyckades hon med att ta sig till finalen i singelsculler. Men hon tävlade också med den rumänska åtta som vann guldmedaljen. I och med detta blev hon den första roddaren någonsin att vinna sex olympiska medaljer. Hon var också med och försvarade guldet för Rumänien vid olympiska sommarspelen 2000 och 2004. I Aten blev hon den äldsta roddare att vinna en guldmedalj, Lipă innehar också rekordet för längsta tid mellan två olympiska medaljer då det gick tjugo år mellan den första och den sista.
Lipă har också vunnit ett VM-guld i dubbelsculler vid världsmästerskapen i rodd 1989 och nio silvermedaljer samt två bronsmedaljer vid världsmästerskapen. Hon utsågs 2000 av internationella roddförbundet till 1900-talets bästa roddare.

## Akademisk och politisk karriär
Elisabeta Lipă tog examen i idrottsvetenskap från universitet i Bacău, senare tog hon även examen från försvarshögskolan. Mellan 2003 och 2005 påbörjade hon forskarutbildning i arbetsrätt samt Sports Activity Management. 2009 doktorerade hon i idrottsvetenskap.
Mellan 2000 och 2003 var hon chefskommissionär inom rumänska polisen och arbetade med trafikfrågor. Den 1 december 2004 beviljades hon rangen kvestor inom polisen vilket motsvarar general.
Lipă var rådgivare till ministern för administration och inrikesfrågor mellan 1 november 2004 och 1 juli 2005, biträdande direktör och ställföreträdande chef för informations- och PR-direktoratet för samma ministerium mellan 1 juli 2006 och 6 november 2007. Därefter var hon biträdande generaldirektör inom direktoratet för EU-frågor och internationella relationer vid ministeriet för Administration och inrikesfrågor fram till 26 mars 2009.
Sedan den 14 mars 2009 är Lipă ordförande för det rumänska roddförbundet, och sedan den 26 mars 2009 även för idrottsklubben CS Dinamo București. I mars 2013 omvaldes hon enhälligt till ordförandeskapet i det rumänska roddförbundet. Under samma månad blev hon också vice-president i den rumänska olympiska kommittén.
Den 17 november 2015 svors Lipă in som ungdoms- och idrottsminister i den rumänska regeringen ledd av Dacian Cioloș. Efter parlamentsvalet i Rumänien 2016 efterträddes hon av Marius-Alexandru Dunca i januari 2017.

## Priser

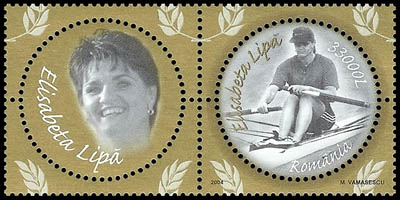
Elisabeta Lipă på rumänska frimärken från 2004.

År 2000 tilldelades hon av Rumäniens president nationalorden "Trogen tjänst" av rangen Commander för sin talang, träning och sitt exceptionella engagemang under hela sin idrottskarriär. Den 1 juni 2008 dekorerades hon med Thomas Keller-medaljen, den högsta utmärkelsen i rodd. Samma år tilldelades hon trofén kallad "Guldkragen" av den rumänska olympiska kommittén.
Hon tilldelades Förtjänstorden av Association of National Olympic Committees för sitt bidrag till den olympiska rörelsen.